# Wilhelm Trostel
Wilhelm Karl Trostel (* 14. November 1894 in Zürich; † 1. Juli 1942 in Zollikon), genannt "Willi" bzw. "Willy", war ein Schweizer Kommunist.

## Leben

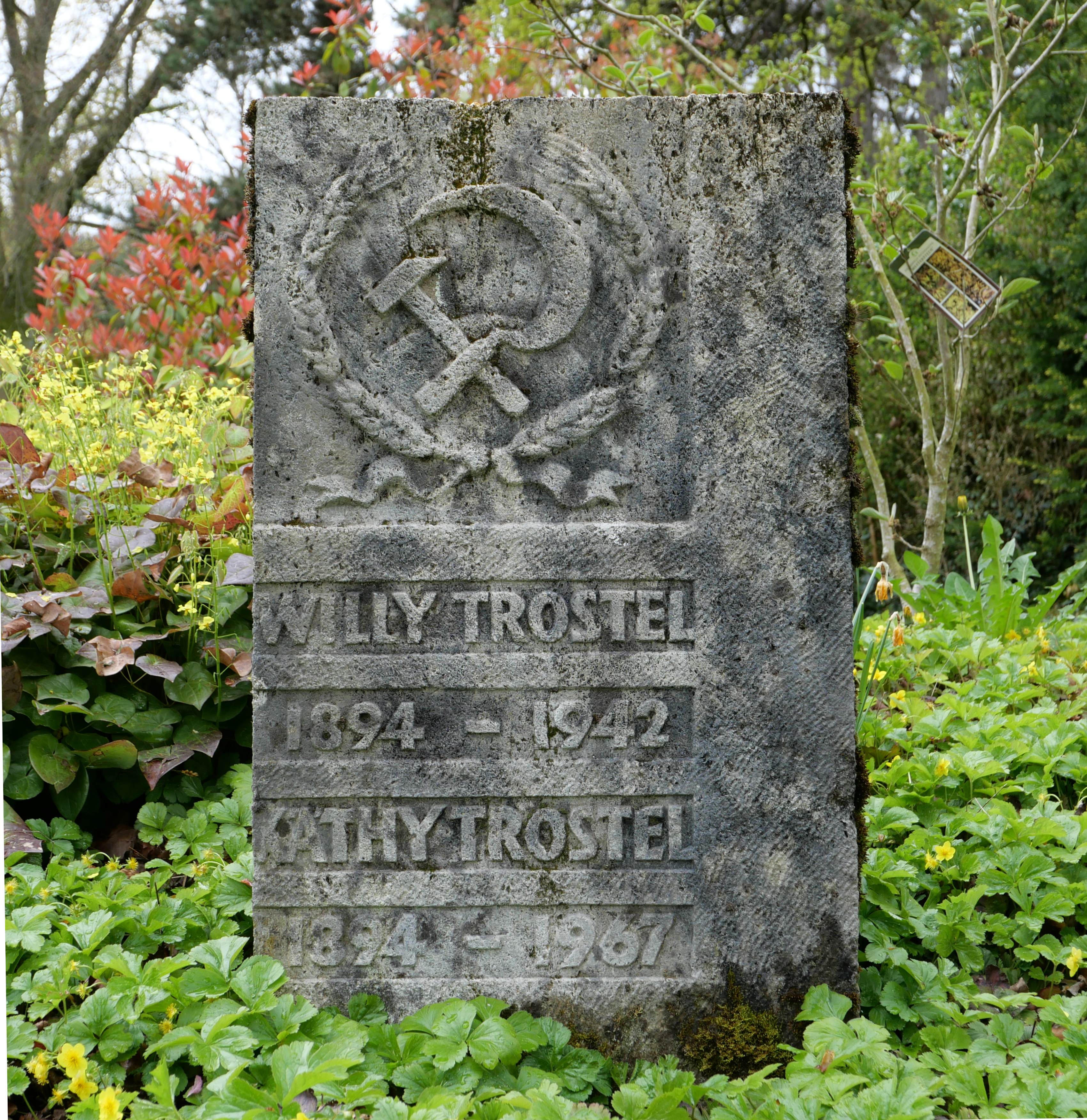
Der Grabstein des Ehepaars Trostel auf dem Symbolpfad des Friedhofs Nordheim in Zürich

Der Schreinerssohn wurde 1917 sozialistischer Zürcher Kantonsrat und im gleichen Jahr bei den Zürcher Novemberunruhen verhaftet. 1920 heiratete er Katharina Horsch (1894–1967), genannt Käthe Lehmann.
1921 war er Gründungsmitglied der Kommunistischen Partei der Schweiz (KPS), für die er 1923–1926, 1929–1935 und von 1939 bis zum Parteiverbot 1940 im Zürcher Kantonsrat sass. 1925–1931 war er Zürcher Gemeinderat, also Mitglied des Stadtparlamentes. Ab 1923 war Trostel Redaktor beim Kämpfer, Leiter der Roten Hilfe Schweiz sowie Sekretär der Internationalen Roten Hilfe, ab 1926 aus Moskau finanziert.
Familie Trostel war für die Unterbringung italienischer und deutscher Flüchtlinge zuständig und Anlaufpunkt für Reisende in die und aus der UdSSR. So nahmen sie auch 1923 bei der Emigration von Fritz Platten in die Sowjetunion dessen Sohn auf.